# Carol Clevelandová
Carol Clevelandová (* 13. ledna 1942, Londýn, Velká Británie) je britská komediální herečka. Proslula zejména jako představitelka atraktivních ženských postav v televizní show Monty Python's Flying Circus.

## Osobní život
Narodila se 13. ledna 1942 v Londýně. Ještě v útlém věku se s matkou přestěhovala do USA. Vyrůstala v Pensylvánii, Filadelfii, San Antoniu, Texasu, Pasadeně a Kalifornii. Studovala na střední škole Johna Marshalla a Pasadenské střední. V roce 1960 se s rodinou vrátila do Londýna a začala studovat divadlo na Královské akademii. V letech 1971–1983 byla provdaná za Petera Bretta.

## Kariéra
Coby divadelní herečka se objevila The Persuaders! a dalších televizních pořadech a filmech, později vystupovala na BBC v populárních komediálních pořadech jako například The Two Ronnies, Morecambe and Wise nebo Spike Milligan.
To jí vyneslo pozvání ke spolupráci s britskou skupinou Monty Python, kteří z ní učinili svou „sexbombu“ – zpravidla představitelku prvoplánových krasavic, které oni sami přirozeně ztvárnit nedokázali. Carol se objevila ve 30 z celkových 45 dílů pořadu, ve dvou skečích dokonce na okamžik i nahá. Dostala také role ve čtyřech jejich filmech. Někdy proto bývá nazývána „sedmým Pythonem“.
V roce 1972 se umístila na třetím místě v žebříčku 100 nejkrásnějších bavičů magazínu Splendor.
Nyní účinkuje ve vlastní show Carol Cleveland Reveals All (Carol Clevelandová odhaluje všechno).